# Spade (Texas)
Spade es un lugar designado por el censo ubicado en el condado de Lamb en el estado estadounidense de Texas. En el Censo de 2010 tenía una población de 73 habitantes y una densidad poblacional de 15,06 personas por km².

## Geografía
Spade se encuentra ubicado en las coordenadas 33°55′34″N 102°9′15″O / 33.92611, -102.15417. Según la Oficina del Censo de los Estados Unidos, Spade tiene una superficie total de 4.85 km², de la cual 4.85 km² corresponden a tierra firme y (0%) 0 km² es agua.

## Demografía
Según el censo de 2010, había 73 personas residiendo en Spade. La densidad de población era de 15,06 hab./km². De los 73 habitantes, Spade estaba compuesto por el 75.34% blancos, el 9.59% eran afroamericanos, el 0% eran amerindios, el 0% eran asiáticos, el 0% eran isleños del Pacífico, el 15.07% eran de otras razas y el 0% pertenecían a dos o más razas. Del total de la población el 34.25% eran hispanos o latinos de cualquier raza.